# Leptochiton vaubani
Leptochiton vaubani är en blötdjursart som beskrevs av Kaas 1991. Leptochiton vaubani ingår i släktet Leptochiton och familjen Leptochitonidae.
Artens utbredningsområde är Nya Kaledonien. Inga underarter finns listade i Catalogue of Life.